# Ian L. Mitchell (componist)
Ian Lee Mitchell (Scunthorpe, 1968) is een Brits componist, muziekpedagoog, dirigent, trombonist, pianist en gitarist

## Levensloop
Mitchell kreeg op zevenjarige leeftijd les van John Gladwin op de klassieke gitaar. Twee jaar later begon hij als trombonist en op 11-jarige leeftijd kreeg hij pianoles. Hij studeerde trombone bij Barrie Webb aan de Universiteit van Huddersfield. In 1985 begon hij zijn carrière als militaire muzikant in het "Junior Leaders’ Regiment (Royal Armoured Corps)", waar hij twee jaar studeerde. Vervolgens studeerde hij aan het London College of Music en kwalificeerde zich aldaar als "Associate" en later als "Licentiate of the London College of Music" (LLCM). In 1987 werd hij trombonist en pianist bij de Band of the Blues and Royals. In 1989 begon hij zijn studies aan de Royal Military School of Music "Kneller Hall" in Twickenham, waar hij de "Cousins Memorial Prize", de "Cassell’s Prize" en de "Worshipful Company of Musicians’ Silver Medal" won. Hij behaalde zijn Bachelor Honours of Arts (BA hons) in de vakken compositie en HaFadirectie. Sinds april 2007 is hij eveneens "Member of the City and Guilds Institute" (MCGI).
In de zomer van 1990 kreeg hij de gelegenheid met de militaire kapel van de Royal Military School of Music "Kneller Hall" een eigen mars uit te voeren. In 1993 werd hij dirigent van de Household Cavalry Musical Ride, met wie hij concertreizen verzorgde door Canada, Verenigde Staten, Duitsland, Bosnië en Herzegovina, Cyprus, Nederland en Frankrijk. Hij werkte als dirigent als een soort muzikale Britse "Ambassadeur" met militaire muziekkapellen in Ghana en Ethiopië.
Hij werd in 2001 tweede dirigent van de King’s Division Normandy Band in Weeton with Preese en bleef in deze functie tot november 2004. Met dit orkest maakte hij concertreizen door Canada de Falklandeilanden en Noord-Ierland. Sinds november 2004 is hij dirigent van de Band of H.M. Irish Guards. Naast de protocollaire optredens ("Music on Fire", "Viva Musica", "Trooping the Colour", "Household Division Beating of Retreat" en "Changing of the Guard") speelde hij met dit orkest de premières van verschillende van zijn eigen werken voor harmonieorkest. In deze functie bleef hij tot 2008 en wisselde daarnaar als dirigent naar de Heavy Cavalry and Cambrai Band in Catterick. In 2010 naam hij afscheid van de militaire muziek, alhoewel hij nog de Lancashire Artillery Volunteers Band dirigeert. 
Hij is eveneens dirigent van verschillende amateurblaasorkesten zoals de "Thornton Cleveleys Brass Band", de "Potters Bar Town Band", de "Enfield and Potters Bar Contesting Band" en de "Da Capo Concert Band".
Als componist schreef hij werken voor verschillende genres. 

## Composities

### Werken voor harmonieorkest en brassband
- 2000 Callithumpian Concert Overture, voor harmonieorkest
- 2000 Wordsworth’s Reflections, voor harmonieorkest
- 2007 Who Dares This Pair of Boots Displace, mars
- 2008 Fortes Fortuna Adiuvat (Fortune Favours The Brave)
- 2009 Debate, voor brassband
- 2011 The Music Makers, mars
- Anno Domini - A Christmas Overture
- Overture-Music on Fire
- Viva Musica

### Werken voor koor
- Agnus Dei, voor twee gemengde koren

### Kamermuziek
- 2010 Strijkkwartet Nr. 1
- 2010 Strijkkwartet Nr. 2
- Essay, voor blaaskwintet

### Werken voor piano
- Dance Suite